# Estadi Monumental Antonio Vespucio Liberti
L'Estadi Monumental Antonio Vespucio Liberti és un estadi ubicat al barri de Belgrano de Buenos Aires. És on juga de local el Club Atlético River Plate i la seu tradicional de la selecció de futbol de l'Argentina. És l'estadi futbolístic amb més capacitat de l'Argentina i vuitè d'Amèrica.
Inaugurat el 26 de maig de 1938, rep el nom del president que va decidir construir-lo, Antonio Vespucio Liberti, encara que és conegut popularment com El Monumental. A més de partits de futbol, l'extraordinària capacitat que té l'habilita per acollir esdeveniments musicals i artístics de tota mena.

## Inauguració
L'any 1934 River Plate en complia 33 d'existència i ja havia guanyat un títol amateur i un de professional. El club era conegut com el dels "millonarios" (milionaris) pel cost dels seus fitxatges i l'estadi d'Alvear i Tagle (anomenat així per la cruïlla on es trobava) se'ls havia fet petit. Antonio Vespucio Liberti, el president (en la primera de les quatre presidències), va decidir construir un nou estadi.
El 31 d'octubre de 1934 van comprar els terrenys (de 83.950 m², 35.000 dels quals cedits per l'Ajuntament) on s'havia de construir el nou estadi. El 25 de maig de 1935 s'hi va col·locar la primera pedra i el 27 de setembre de 1936 es va començar a construir, sota la direcció dels arquitectes José Aslan i Héctor Ezcurra.
El dimecres 25 de maig, unes 8.000 persones presenciaren la inauguració del nou estadi, que se celebrà l'endemà amb una festa i un partit entre River i el Peñarol d'Uruguai (al final, victòria local per 3 a 1), on assistiren vora 120.000 persones.

## Reforma de 1958
L'estadi es va tancar parcialment el 1958, quan era president Enrique Pardo, per ampliar-lo amb la platea Colonia. L'obra es pagà, en bona part, gràcies al traspàs d'Omar Sívori a la Juventus d'Itàlia. Amb aquesta ampliació, ja hi cabien 30.000 persones.

## Reforma de 1978

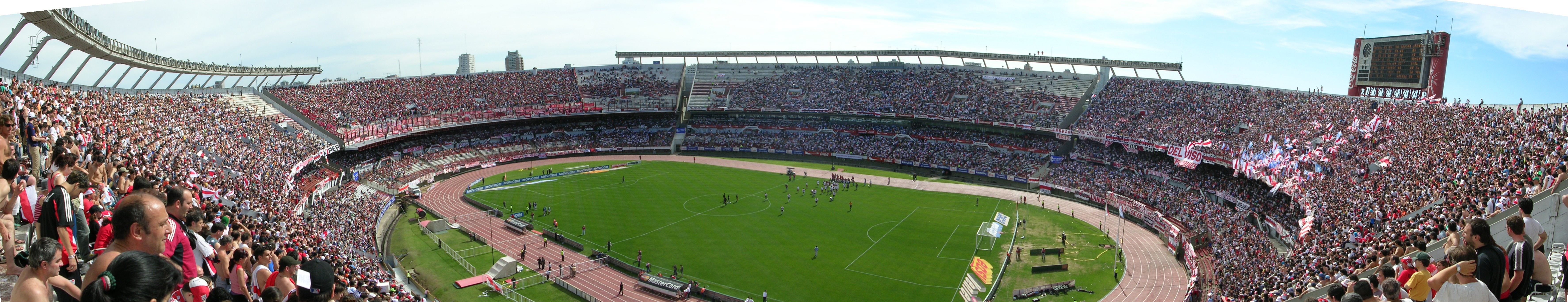
Partit dels setzens de final del torneig d'Apertura 2004, entre River i Indepeniente. River Plate va guanyar 3-0.

De cara a organitzar el Mundial 1978, l'estat argentí va crear un organisme denominat Ente Autárquico Mundial '78 (EAM 78). Finançat amb un crèdit del Govern Militat (que River va trigar molts anys a tornar), va remodelar completament l'estadi.

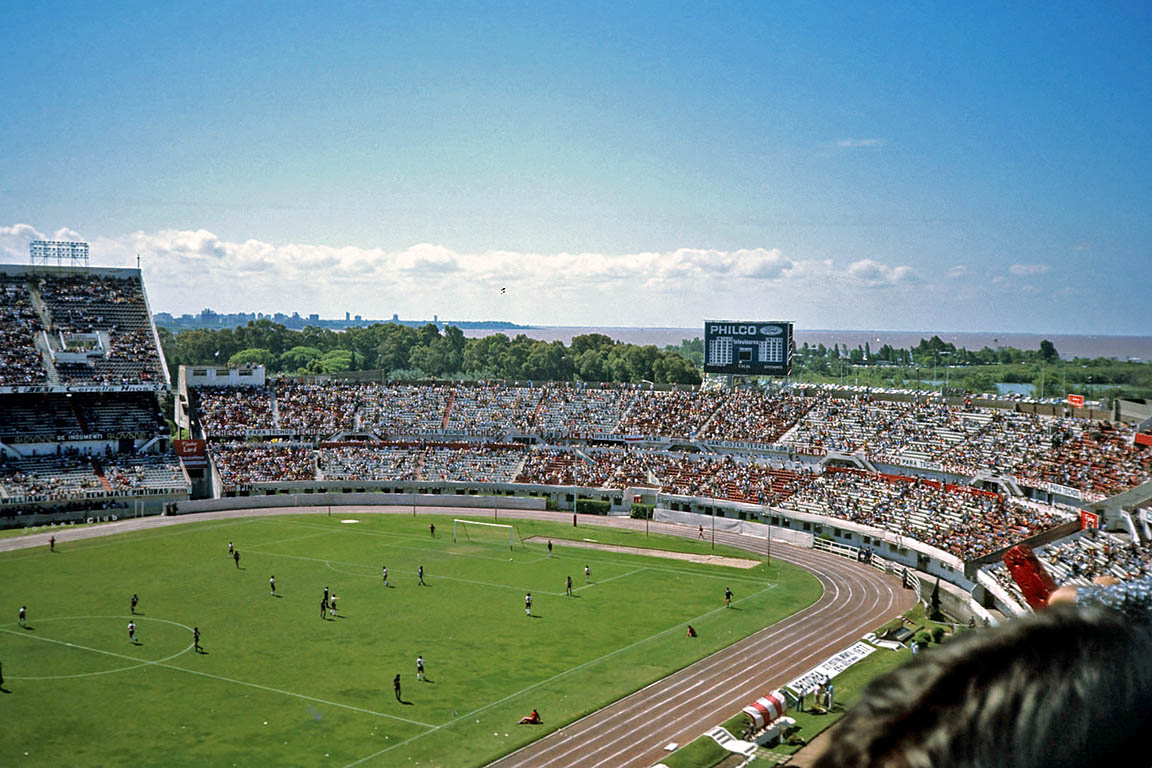
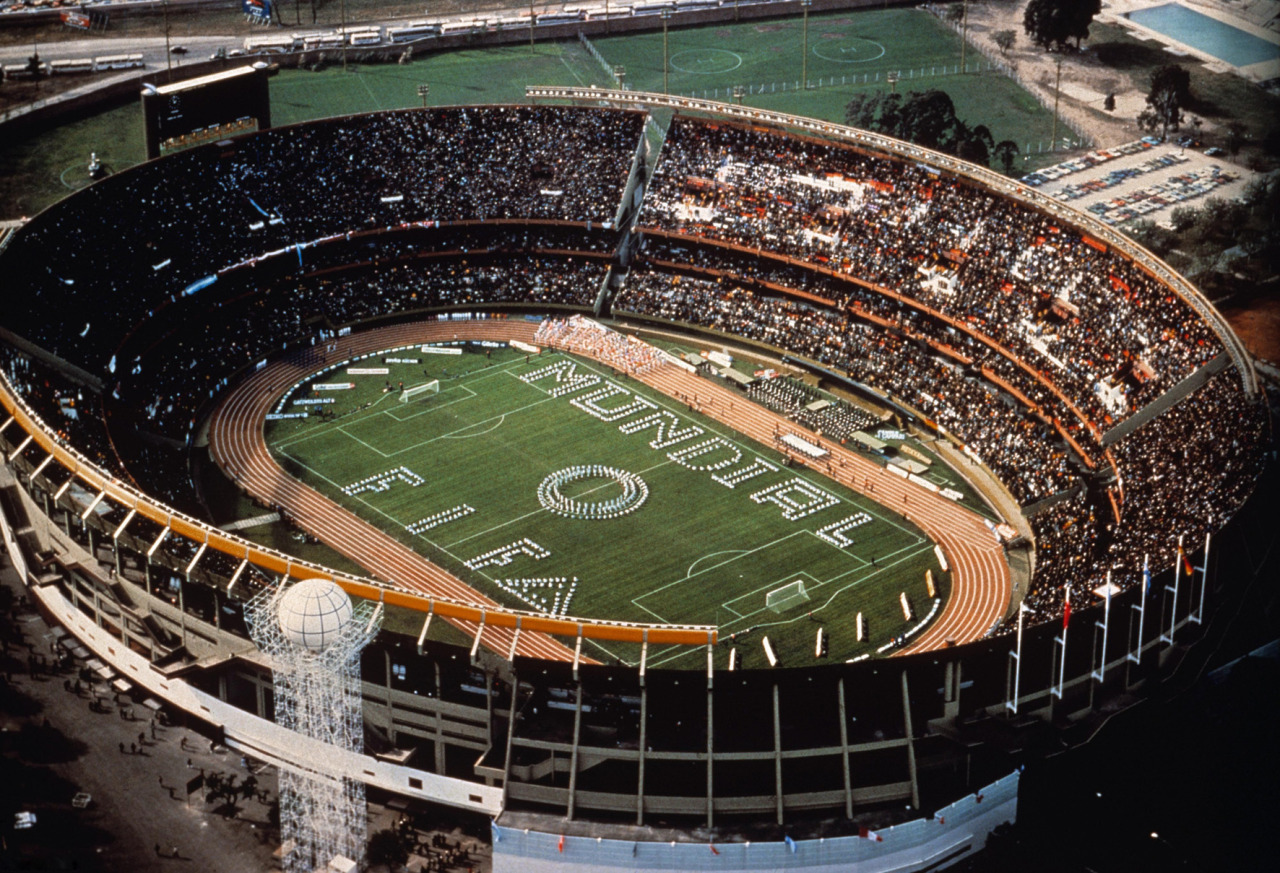
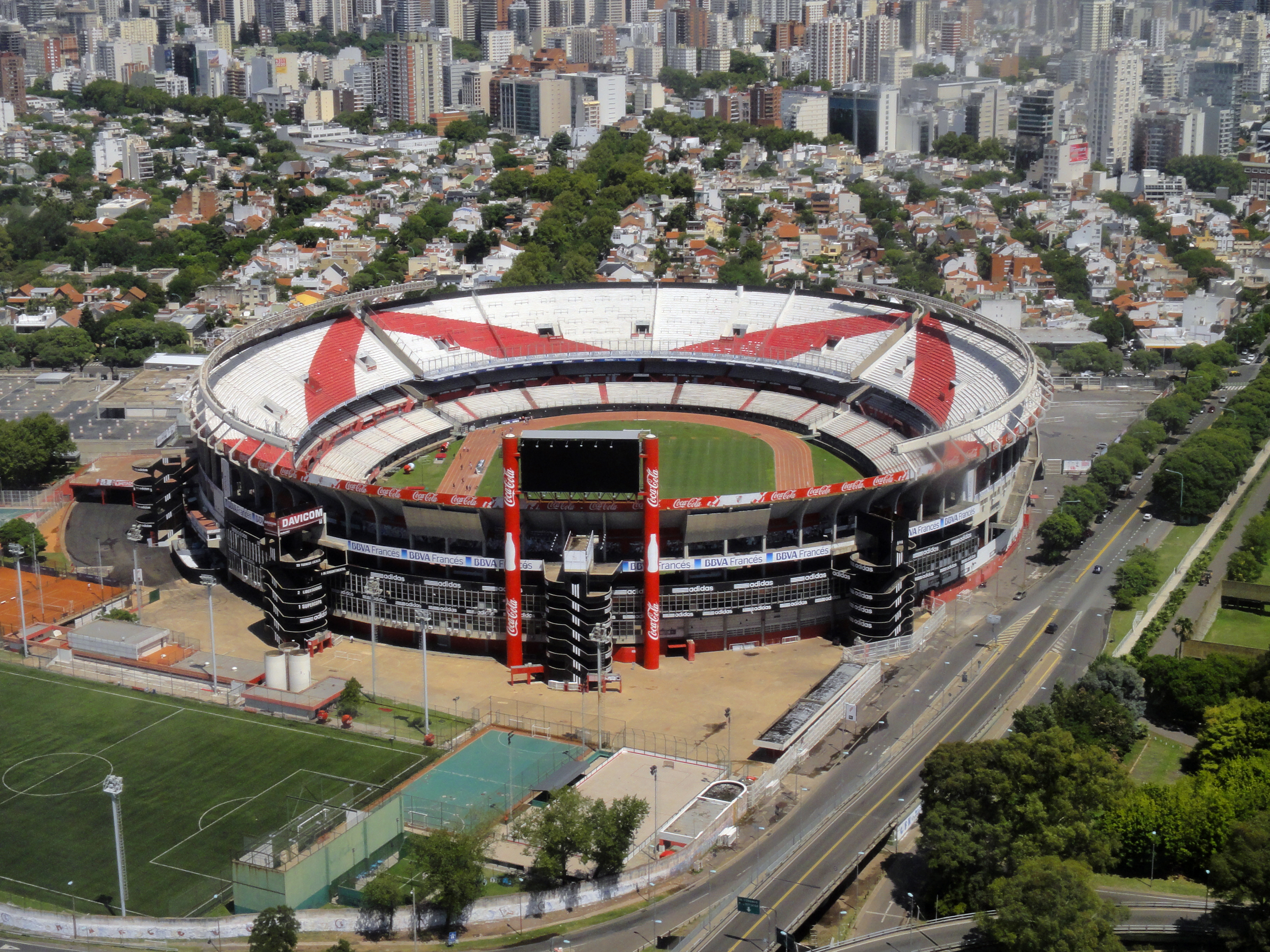
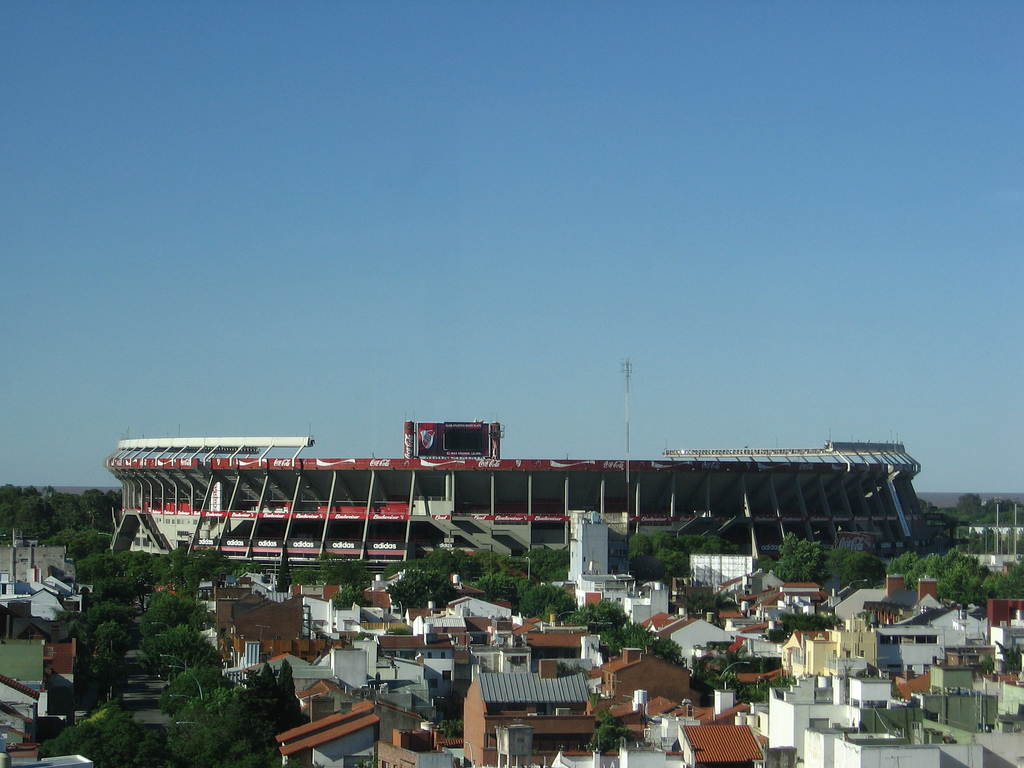